# Domenziolo
Domenziolo (lat. Domnitziolus; fl. VII secolo) è stato un generale bizantino del VII secolo.

## Biografia
Era nipote dell'imperatore Foca (602-610) e probabilmente nipote dell'omonimo Domenziolo fratello di Foca (con cui alcune fonti lo confondono). Sposò una certa Irene, da cui ebbe tre figli.
Nominato dall'imperatore zio Foca vir gloriossissimus, patrizio e curopalate, nel 604 fu posto al comando dell'esercito orientale con la carica di magister militum per Orientem e inviato contro i Persiani. A Eliopoli scoprì una cospirazione di Sergio e un attacco lazico alla Cappadocia; attese fino al ritiro del nemico, visitando Teodoro il Siceota; successivamente (afferma la fonte agiografica di san Teodoro) sarebbe scampato per miracolo a un'imboscata persiana che il santo avrebbe previsto e, una volta tornato a Costantinopoli, avrebbe visitato di nuovo il santo, che avrebbe visitato più volte, e fatto donazioni a conventi.
Nel 605 ottenne la resa del generale ribelle Narsete, assicurandogli che Foca gli avrebbe risparmiato la vita, cosa che poi non avvenne perché Foca lo condannò al rogo. Nel 610, deposto Foca, il nuovo imperatore Eraclio ordinò l'esecuzione di Domenziolo, ma per intercessione del già citato san Teodoro, lo risparmiò.